# Sulfonanilid
Sulfonanilidna grupa je funkcionalna grupa koja je tip sulfonamidne grupe. Ona se sastoji od atoma sumpora vezanog za dva atoma kiseonika, jedan atom ugljenika i jedan atom azota sadržanog unutar anilinskog derivata.